# Renate Pepper

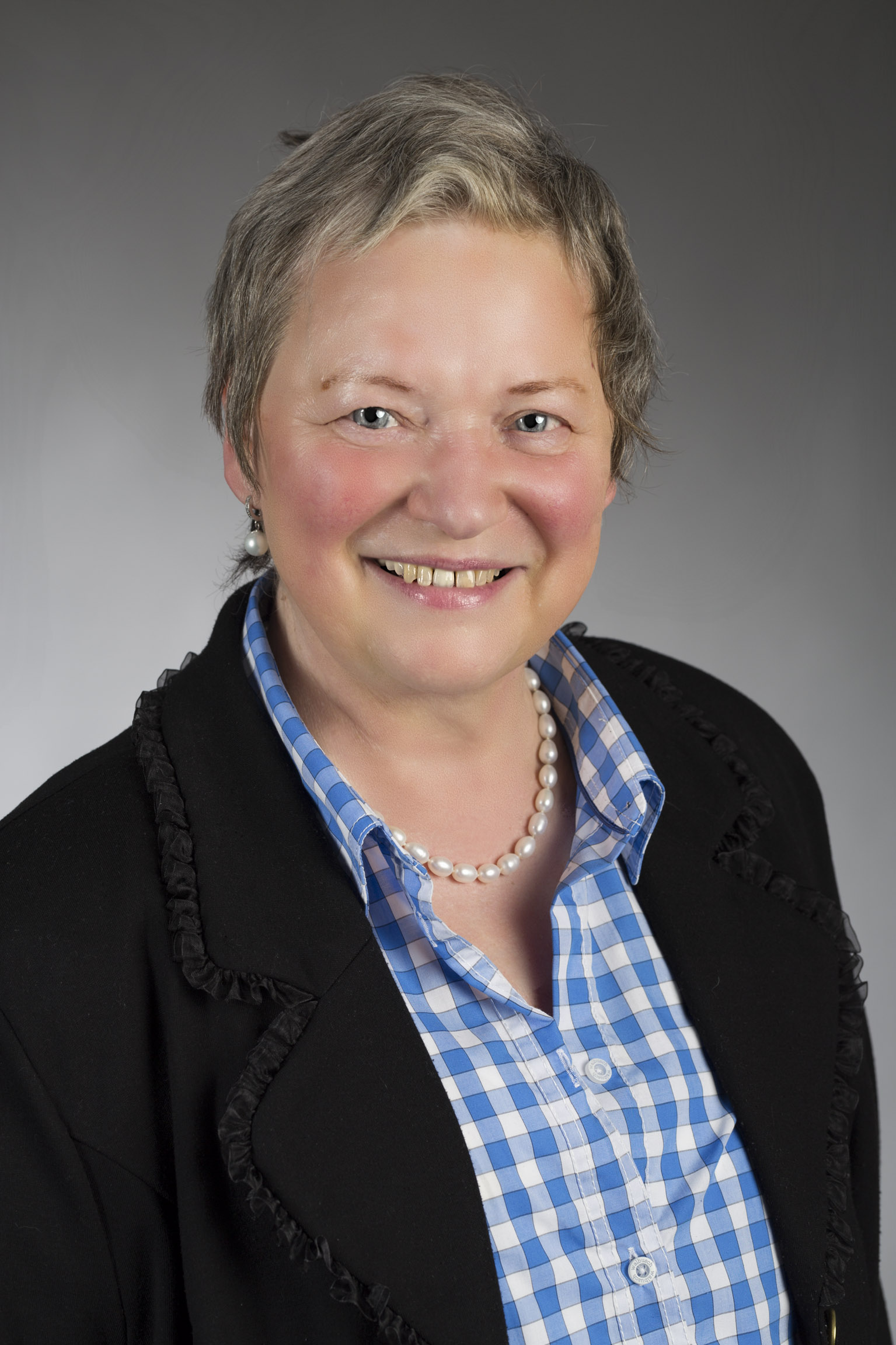
Renate Pepper (2015)

Renate Pepper geb. Wester (* 9. November 1951 in Linz am Rhein; † 21. April 2024 in Dattenberg) war eine deutsche Politikerin (SPD).

## Leben
Nach der mittleren Reife absolvierte Pepper eine Ausbildung zur Steuerfachgehilfin. Von 1970 bis 1976 war sie Mitarbeiterin der SPD-Bundestagsfraktion in Bonn. Anschließend studierte sie an der Katholischen Fachhochschule Köln, ehe sie bis 1984 das Lebensmittelgeschäft ihrer Eltern in Linz führte. Danach betrieb sie ein Kleinkunstcafé und einen Musikverlag.
Pepper trat 1971 der SPD bei und wurde 1984 in den Kreistag des Landkreises Neuwied gewählt. Von 1991 bis 2011 war sie Abgeordnete des rheinland-pfälzischen Landtags. Dort war sie unter anderem Vorsitzende des Ausschusses für Bildung und Kultur und kulturpolitische Sprecherin ihrer Fraktion. Zwischen 1997 und ihrem Ausscheiden 2011 war sie stellvertretende Vorsitzende der SPD-Landtagsfraktion. Von 2003 bis 2010 führte sie den SPD-Kreisverband Neuwied.
Von 2001 bis 2011 war Renate Pepper Vorsitzende der Versammlung der Landeszentrale für Medien und Kommunikation (LMK), von 2012 bis 2018 deren Direktorin.
Pepper starb am 21. April 2024 mit 72 Jahren in ihrem Heimatort Dattenberg.

## Auszeichnungen
2022: Verdienstorden des Landes Rheinland-Pfalz